# Pigmalion efekat
Pigmalion efekat je efekat koji se drugačije naziva efekat autosugestije koji pokazuje da se predrasude i očekivanja neke osobe u velikom broju slučajeva na kraju zaista i ostvare. Na primer, predrasude nastavnika često utiču na uspeh dece. Što se više deca hvale kao uspešna i pametna, ona zaista i budu takva. Naravno, dešava se i obrnuto. Eksperimenti vršeni među američkim osnovcima, na primer, dokazali su da, ako se deca prosečne inteligencije hvale kao ona sa natprosečnom, ona s vremenom počnu da pokazuju natprosečne rezultate.
Godine 1965, Robert Rozental i Lenor Džejkobson izveli su eksperiment u jednoj osnovnoj školi, govoreći nastavnicima te škole da će test (Harvard Test of Inflected Acquisition), koji su planirali da daju učenicima, otkriti koji su učenici napredni i posebno nadareni. Eksperimentatori su nakon izvođenja samog eksperimenta nasumično izabrali par đaka i predstavili ih njihovim nastavnicima kao natprosečno inteligentne i velike potencijale u budućnosti. Rozental i Džejkobson su se nadali da će ovim eksperimentom otkriti do koje mere promene u ponašanju nastavnika utiču na promene u postignućima njihovih đaka.

## Mit o Pigmalionu
Antički mit o Pigmalionu prvi put je zabeležen kod rimskog pesnika Ovidija početkom prvog veka nove ere, u njegovom delu Metamorfoze. Ovaj mit je vekovima inspirisao umetnike i po njemu Pigmalion efekat dobio ime kao psihološki fenomen koji označava uticaj individualnih uverenja i očekivanja na svakodnevna dešavanja. 
Pigmalion je bio talentovani vajar koji je život proveo u samoći, odsečen od sveta i svojim talentom je pravio skulpture koje su bile izuzetno lepe. U nemogućnosti da pronađe ženu koja mu u potpunosti odgovara, on je počeo da stvara svoju viziju idealne žene. Rukovodeći se tom vizijom, izvajao je žensku figuru koja je plenila lepotom i gracioznošću i u koju se zaljubio. Nazvao ju je Galatea, što znači bela kao mleko i smestio ju je ispred ateljea kako bi je stalno posmatrao. Posvećivao joj je pažnju, provodio vreme sa njom i razgovarao sa njom kao da je živa i zbog toga su se proširile glasine po gradu o Pigmalionovom ludilu. Nakon što se požalio boginji Afroditi, ona mu je pomogla i oživela Galateu. Ovaj efekat dobio je ime baš po ovom mitu jer je Pigmalionova vera slična poverenju nastavnika u đake koji će ostvariti određeni uspeh.

## Eksperiment
Rozental i Džejkobson su 1968. sproveli istraživanje kojim su hteli da ispitaju kako nastavnici utiču na uspeh dece u školi. Psiholozi su učenicima jedne osnovne škole zadali test inteligencije, a nastavnicima su saopštili da test može da otkrije učenike koji imaju veće predispozicije da napreduju. Zatim su istraživači saopštili nastavnicima imena ovih najtalentovanijih učenika, a zapravo su to bili nasumično izabrani učenici koji su nastavnicima predstavljeni kao najsposobniji. Ovi učenici se nisu razlikovali od ostalih učenika, ali su Rozental i Džejkobson manipulacijom stvorili određenu sliku o uspehu učenika. Očekivanja koja su izazvana lažnim predviđanjima podstakla su nastavnike da različito tretiraju učenike što je dovelo do razlika na kraju godine. Posle osam meseci, istraživanje je pokazalo da su izabrani učenici zaista napredovali više od ostalih učenika, iako su na početku svi davali podjednake rezultate. Najmlađi od njih su napravili najdramatičnije rezultate. U proseku ovi prvaci su povećali svoje IQ rezultate za 27 bodova. Ostvarili su bolje rezultate zato što se od njih to i očekivalo. U skladu sa svojim očekivanjima nastavnici su podešavali svoje ponašanje na času. Učenici za koje se verovalo da su napredniji bili su privilegovani i njima se posvećivalo više pažnje nego ostalim učenicima. Nastavnici su sa entuzijazmom sarađivali sa njima i češće su im postavljali pitanja jer se očekivalo da će oni znati tačne odgovore i najbolje odgovoriti. Ovakav tretman je uticao da učenici razviju osećanje samopouzdanja, usled čega su se više i efikasnije angažovali u školskim aktivnostima. Nakon određenog vremena, naučnici su saopštili nastavnicima da nije bilo nikakvog posebnog testa koji bi odredio koja su deca nadarenija, već da se radilo o standardnom testu inteligencije.
Sve ovo vodi zaključku da su neuspešni učenici mogli bolje da prođu da ih nisu od početka pratila negativna očekivanja nastavnika.
Rozental je postao veoma poznat po svom efektu. Njegova studija je preživela neobičnu oluju kontraverznosti i postala je jedna od najupečatljivijih i najcitiranijih otkrića u istoriji psihologije.

## Flanaganov test
U ovom eksperimentu Džejkobson i Rozental su koristili Flanaganov test inteligencije (Tests of General Ability). Ovaj test se sastojao iz dva dela: prvi deo je merio verbalne sposobnosti dece kao što su informisanost i elokventnost, a drugi je merio sposobnosti rezonovanja kao što je apstraktno razmišljanje. Njegova ideja je bila da napravi test inteligencije koji će moći da rade i deca koja imaju problema sa učenjem.

## Efekti očekivanja
Postoji više mogućih objašnjenja zaključaka da su efekti očekivanja nastavnika funkcionisali prvenstveno na nižim razredima, uključujući:
- Mlađa deca su manje uspešnija tako da bi stvaranje očekivanja o njihovom učinku bilo verodostojnije
- Mlađa deca mogu biti podložnija slučajnom društvenom uticaju koji vrši očekivanje njihovog učitelja
- Mlađa deca mogu se razlikuju po određenim karakteristikama od starijih
- Nastavnici nižeg razreda mogu se razlikovati od nastavnika viših razreda po efikasnosti slučajnih komunikacija

Drugi istraživači su vrlo brzo pokazali da je teško ili nemoguće postići promenu u koeficijentu inteligencije koju je definisao Rozental, ali su potvrdila da očekivanja nastavnika mogu uticati na školski uspeh učenika. 
Naravno, uticaj nastavnikovih očekivanja ne ostvaruju se uvek i automatski. Na primer, učenici mogu da postanu svesni nastavnikovih očekivanjima i da im se suprotstave, ako ih ocene kao neopravdane, i da na taj način primoraju nastavnike da promene svoja prvobitna očekivanja. Pored toga, nastavnik može da dobije dodatno obaveštenje o učeniku (na primer, od drugih nastavnika) koja mogu da promene prethodno formiranu sliku i očekivanja. Razlike u nastavnikovim očekivanjima mogu da se izraze kroz sledeće ponašanje:
- Učeniku za koga veruju da je slabiji i daje manje vremena da odgovori na postavljeno pitanje
- Takvom učeniku ne postavljaju potpitanja, ako od njega ne dobiju odmah zadovoljavajući odgovor
- Zadovoljava se i nepotpunim odgovorom učenika za koga vezuje negativna očekivanja
- Češće kritikuje takve učenike i ređe ih pohvaljuje
- Ređe ih proziva i obraća manje pažnje na njih
- Učenike koje smatra slabim raspoređuje u zadnje klupe
- Odgovara kraće na pitanja koja mu postavljaju takvi učenici
- Na dopunskim časovima sa takvim učenicima insistira na mehaničkom vežbanju i ne pruža im priliku da ispolje svoje mišljenje i samostalnost u rešavanju i postavljanju zadataka
- Manje je ljubazan prema učenicima od kojih ne očekuje školski uspeh i to se ispoljava kroz verbalnu i neverbalnu komunikaciju

Nastavnici mogu da umanje negativne posledice sopstvenih očekivanja ako se pridržavaju sledećih pravila:
- Proveravaju očekivanja koja vezuju za pojedine učenike brižljivim praćenjem njihovog napredovanja
- Kada učenicima daju povratne informacije o napredovanju, naglašavaju njihov napredak u odnosu na prethodne nivoe znanja, a ne odnosu na druge učenike ili neke spoljne kriterijume
- Kada konstatuju da učenici ne shvataju objašnjenje, dijagnostikuju teškoće koje učenik ima u razumevanju i ponavljanjem uputstva ili predavanjem na drugi način pokušavaju da reše problem
- Kada stimulišu i ohrabruju učenike da postignu onoliko koliko oni realno mogu, ne pokušavajući da ih štite od neuspeha i prepreka.[3]

## Zaključak
Iz ovog eksperimenta se može zaključiti da Pigmalion efekat može pozitivno da utiče na decu, jer on stvara veću posvećenost nastavnika deci, što direktno utiče na motivaciju dece. Deca u koju se ulaže više nade će se potruditi više da ispune očekivanja, pa makar ona nekad bila i preambiciozna. Loša strana ovog efekta je što bolji učenici konstantno osećaju pritisak okoline da napreduju, za razliku od ostalih koji se nalaze u senci i na koje se ne obraća dovoljno pažnje. Shvatanje neuspeha lošijih učenika se bitno razlikuje od shvatanja neuspeha boljih. Na lošije učenike se odražava ovaj efekat tako što njihove loše performanse u školi nisu adekvatno ispraćene od strane nastavnika. Školski uspeh nekog učenika nije isključivo proizvod njegovih sposobnosti, odlika ličnosti i motivisanosti ili zdravstvenog stanja. Uspeh zavisi i od različitih činilaca koji deluju u njegovom socijalnom okruženju (na primer, od očekivanja i uverenja o značaju učenja koja postoje u porodičnoj sredini i grupi prijatelja, i dr). Kada je reč o uticajima socijalnog okruženja nikako ne treba smetnuti s uma i ulogu nastavnikovih uverenja o učenikovoj sposobnosti za učenje.

## Spoljašnje veze
- Pigmalion efekat video